# Ceratina huberi
Ceratina huberi (лат.) — вид пчёл рода Ceratina из семейства Apidae (Xylocopinae).

## Распространение
Южная Америка: Бразилия.

## Описание и этимология
Мелкие пчёлы, длина тела самок 6,5-7 мм (самцы до 6,5 мм). Тело слабопушенное, буровато-чёрное, металлически блестящее с грубой скульптурой. Ноги чёрные, колени с желтым пятном. Лицо самцов чёрное, седьмой сегмент брюшка округлый. Вид был впервые описан в 1910 году немецким энтомологом Генрихом Фризе (Heinrich Friese; 1860—1948). Назван в честь Dr.Huber, директора музея «Museu Goldi» (Para, Бразилия).
Основные находки вида приходятся на сентябрь.
Вид включён в состав неотропического подрода C. (Crewella) Cockerell, 1903.